# Били Гън
Монти Кип Соп (роден на 11 ноември 1963), по-добре познат със сценичното име Били Гън, е американски професионален спортист – кечист и бивш ездач на бик.
Гън е най-добре познат от появата си в World Wrestling Federation/Entertainment (WWF/E) от 1993 до 2004 и от 2012 до 2015. Той също е треньор на Достатъчно издръжлив, и треньор на тяхната развиваща се територия, NXT. Той също е познат от появите си в Total Nonstop Action Wrestling (TNA) от 2005 до 2009.
Главно отборен кечист, Гън е общо 11-кратен Световен отборен шампион в WWE с три различни партньори (с Барт Гън като Пушачите Гън, с Роуд Дог като Разбойниците на Новата епоха, и с Чък Полъмбо като Били и Чък). Той също е еднократен Интерконтинентален шампион на WWF и двукратен Хардкор шампион на WWF, давайки му общо 14 титли в WWE. Той е победителя на Крал на ринга през 1999.

## В кеча
- Финални ходове
  - Като Били Гън/Г-н Задник
    - Gunnslinger[3] (Swinging side slam)[6] – 2002–2004
    - Fame-Ass-er[3] (Leg drop bulldog, понякога от горното въже)[7]
    - One and Only[3] (Cobra clutch slam)[8] – 2000–2002; използван като ключов ход след това

  - Като Кип Джеймс
    - Famouser (Leg drop bulldog)[9]
    - Missouri Boat Ride (Cobra clutch slam)[9]

  - Като Рокабили
    - Elevated DDT[3][9]
    - Shake, Rattle and Roll (Swinging neckbreaker, с постановки)[9] – усвоен от Хонки Тонк Мен
- Ключови ходове
  - Cutter[9][10][11]
  - Падащ лист[10][12]
  - Fallaway slam[9]
  - Front powerslam[3]
  - Gutbuster[9]
  - Hip toss,[9][13] понякога последвано от вратотрошач[3][9]
  - Military press slam[3][9]
  - Piledriver[3][9]
  - Stinger splash[3]
  - Tilt-a-whirl slam[3][9]
  - Vertical suplex powerslam[3][9]
- С Роуд Дог
  - Отборни финални ходове
    - Double flapjack хвърлен на hangman[14] – 1997–1998
    - Spike piledriver[14][15]
- В Барт Гън
  - Отборни финални ходове
    - Sidewalk slam and leg drop combination[16]

  - Отборни ключови ходове
    - Sidewinder (Belly to back suplex and neckbreaker combination)[16]
- В Чък Полъмбо
  - Отборни финални ходове
    - Code Red (Modified Doomsday Device)

- Мениджъри
  - Съни[17]
  - Хонки Тонк Мен[17]
  - Чайна[17]
  - Рико[17]
  - Тори Уилсън[10][17]
  - Рокси Левьо[17]
- Прякори
  - „Задника (B.A.)“[2]
  - „Г-н Задник“[2]
  - „Единият“[2]
  - „Мегазвздата“[2]
- Входни песни
  - „Smokin'“ на Джим Джонстън (използвана докато е в отбор с Барт Гън)
  - „'Rock A Billy“ от него и композирана от Джим Джонстън (14 април 1997 – 11 ноември 1997)
  - „Oh, You Didn't Know?“ на Джим Джонстън (използвана докато е в отбор с Роуд Дог) (WWF/E)
  - „Ass Man“ на Джим Джонстън (WWF/E)
  - „Break It Down“ на The DX Band (използвана докато е част от Дегенерация Х)
  - „I've Got It All“ на Джим Джонстън
  - „You Look So Good to Me“ на Джим Донстън (използвана докато е в отбор с Чък Полъмбо)
  - „Nobody Moves“ на Dale Oliver (използвана докато е в отбор с Би Джи Джеймс)[18]
  - „In My House“ на Dale Oliver (използвана докато е в отбор с Би Джи Джеймс)
  - „Tiger Beat“ by Dale Oliver[19]
  - „Angel on My Shoulder“ на Dale Oliver[20] (използвана докато е част от Красивите хора)

## Шампионски титли и отличия
- American Pro Wrestling Alliance
  - Американски шампион на APWA (1 път)[21]
- Bad Boys of Wrestling Federation
  - Шампион на Аруба на BBFW (1 път)
- International Wrestling Federation
  - Отборен шампион на IWF (2 пъти) – с Брет Колт[22]
- Maryland Championship Wrestling
  - Яростен телевизионен шампион на MCW (1 път)
  - Отборен шампион на MCW (1 път) – с Би Джи Джеймс[23]
- Pro Wrestling Illustrated
  - Отбор на годината (1998)[24]с Роуд Дог
  - Отбор на годианата (2002)[24]с Чък
  - Класиран като #39 от топ 500 индивидуални кечисти в PWI 500 през 1999[24]
  - Класиран като #231 от топ 500 индивидуални кечисти в „PWI Years“ през 2003
  - Класиран като #43 от топ 100 отбори в „PWI Years“ с Роуд Рог през 2003[25]
- TWA Powerhouse
  - Отборен шампион на TWA (1 път) – с Би Джи Джеймс[26]
- World Pro Wrestling
  - Световен шампион в тежка категория на WPW (1 път)[3]
- World Wrestling Federation/Entertainment/WWE
  - Интерконтинентален шампион на WWF (1 пъти)[27]
  - Хардкор шампион на WWF (2 пъти)[28]
  - Отборен шампион на WWE (1 път) – с Роуд Дог
  - Световен отборен шампион (10 пъти) – с Барт Гън (3), Роуд Дог (5) и Чък Полъмбо (2)[29][30][31][32][33][34][35][36][37][38]
  - Крал на ринга (1999)[39]
- Wrestling Observer Newsletter
  - Най-лошия мач на годината (2006)[40]Обратна кралска битка на TNA на TNA Impact!